# Thônex

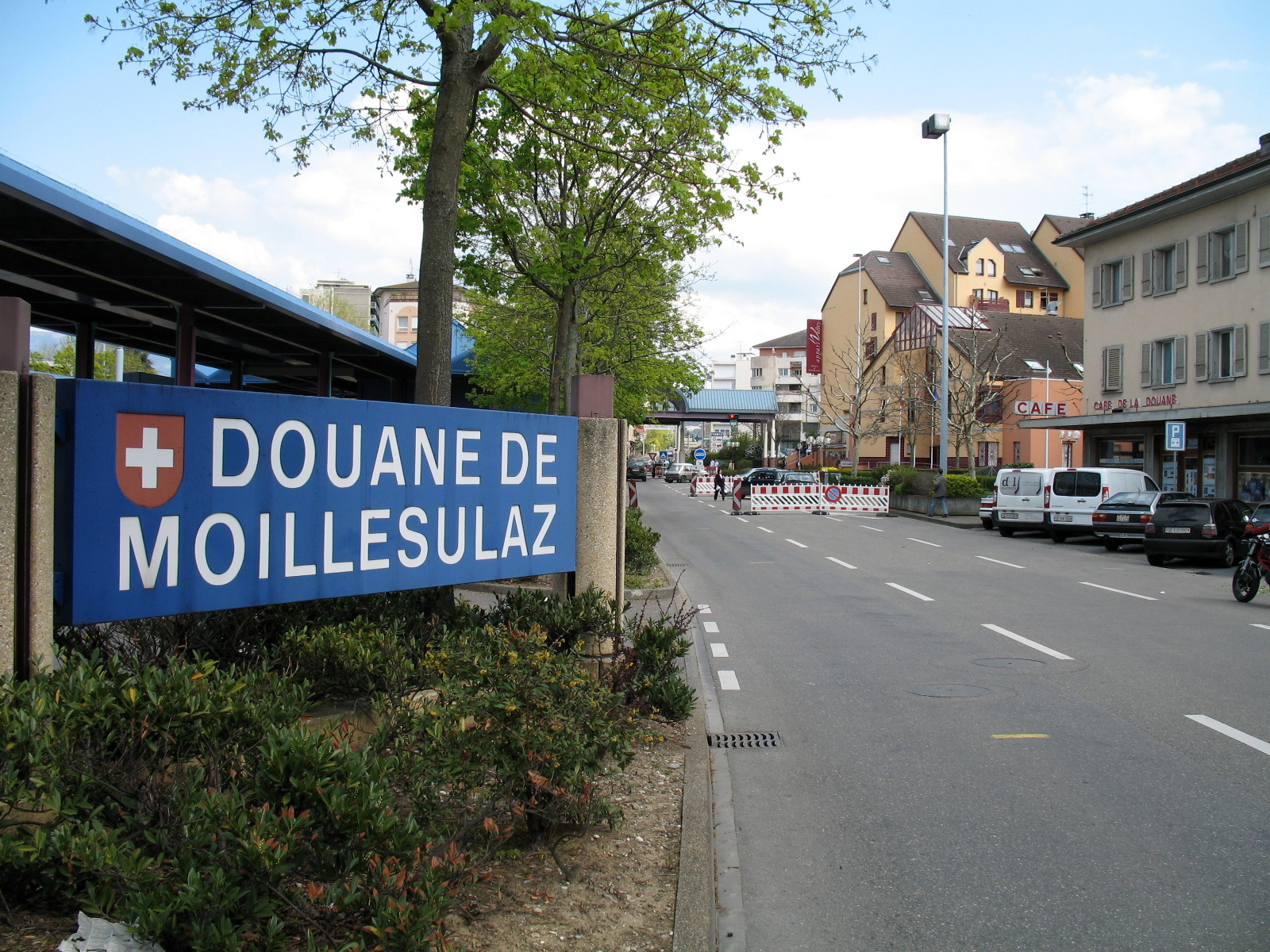
Thônex

Thônex là một đô thị of the bang Genève, Thụy Sĩ. Đô thị này nằm ở phía đông bang và có chung biên giới với thị xã Ambilly của Pháp. Thị trấn này có diện tích 3,82 km2, dân số thời điểm tháng 3 năm 2007 là 13.251 người.